# Nut Island
Nut Island (auch Houghs Tomb oder Hoff’s Tomb) ist eine Halbinsel im Boston Harbor. Sie liegt 13,2 km vom Bostoner Stadtzentrum entfernt auf dem Gebiet des Bundesstaats Massachusetts der Vereinigten Staaten. Nut Island verfügt über eine Fläche von ca. 8,3 ha, gehört zu Quincy und ist Teil der Boston Harbor Islands National Recreation Area.
Auf der ehemaligen Insel, die heute mit dem Festland verbunden ist, wird bereits seit vielen Jahrzehnten Abwasser behandelt. Heute steht dort eine Filteranlage, die das Abwasser aus 21 umliegenden Städten von groben Bestandteilen befreit und anschließend durch einen 7,7 km langen Tunnel zum Deer Island Sewerage Treatment Plant pumpt.
Beim Betrieb der bis 1997 auf Nut Island stehenden Abwasserbehandlungsanlage kam es Ende des 20. Jahrhunderts aufgrund interner Abstimmungsprobleme zwischen Management und Mitarbeitern zu einer extremen Verschmutzung des Hafenbeckens. Das zugrundeliegende soziale Phänomen wurde 2001 in einem Artikel der Harvard Business Review als Nut-Island-Effekt beschrieben.